# Mateo Seoane
Mateo Seoane y Sobral (* 21. September 1791 in Valladolid; † 1. Juni 1870) war ein spanischer Arzt, Politiker, Hispanist und Lexikograf.

## Leben
Mateo Seoane y Sobral studierte Medizin in Salamanca und schloss 1812 ab. Als Liberalem wurde ihm die Universitätslaufbahn verweigert. Während des Trienio Liberal war er 1821 Abgeordneter der Stadt Valladolid, wurde zum Tode verurteilt und ging 1823 für 10 Jahre ins Exil nach London. Nach seiner Rückkehr war er anerkannter Hygieneexperte und gehörte ab ihrer Gründung 1861 der Real Academia Nacional de Medicina an.
In London zeichnete er verantwortlich für die sehr erfolgreiche Bearbeitung des Spanisch-Englischen Wörterbuchs von Giuseppe Baretti und Henry Neuman.
In Valladolid ist eine Straße nach ihm benannt.

## Werke

### Medizin
- Informe acerca de los principales fenómenos observados en la propogacion del cólera indiano por Inglaterra y Escocia, London 1832
- Instrucciones generales sobre el modo de preservarse del cólera-morbo epidémico, con indicaciones acerca de su método curativo, Madrid 1834

### Lexikografie
- Neuman and Baretti’s dictionary of the Spanish and English languages wherein the words are correctly explained, agreeably to their different meanings and a great variety of terms, relating to the arts, sciences, manufactures, merchandise, navigation, and trade, elucidated, thoroughly revised, greatly improved, enlarged by the addition of many thousand words, and the two parts most carefully collated by M. Seoane, 2 Bde., London 1831
- Neuman, Baretti and Seoan’es [sic] Dictionary of the Spanish and English languages: wherein the words are correctly explained, agreeably to their different meanings, and a great variety of terms, 2e ed. throroughly revised, greatly improved, enlarged by the addition of many thousand words, and the two parts most carefully collated by S.H. Blanc (Marie-Jean Blanc Saint-Hilaire), Paris 1848, Lyon/Madrid 1859